# Wolfram Syré
Wolfgang Syré (1950) is een Duits organist en klavecinist.

## Levensloop
Syré studeerde orgel, klavecimbel en muziektheorie in Keulen, Frankfurt am Main, Hamburg en Parijs. Zijn leermeesters waren Joseph Zimmermann, Michael Schneider, Heinz Wunderlich, Wolfgang Stockmeier, Marie-Claire Alain voor orgel en Hugo Ruf voor klavecimbel.
Met een studiebeurs kon hij verder ook nog meestercursussen volgen bij Anton Heiller, Luigi Ferdinando Tagliavini, Ton Koopman voor orgel en Jos Van Immerseel voor klavecimbel.
Hij behaalde Master diploma's voor orgel en klavecimbel en werd doctor in filosofie en magister artium met een dissertatie over leven en werk van Vincent Lübeck.
Syré won de Vijfde Prijs in de internationale orgelwedstrijd 1976 in het kader van het Festival Musica Antiqua in Brugge.
Van 1972 tot 1981 was hij organist aan de Kreuzbergkirche in Bonn en artistiek directeur van de Bonner Kreuzbergkonzerte. Van 1981 tot 2000 was hij titularis van het orgel in de Johanniskirche in Stade, orgeldeskundige voor de Gereformeerde Kerk in Hannover en artistiek directeur van het orgelfestival genaamd Vincent-Lübeck-Tage.
In 2000 verhuisde hij naar Noorwegen en van 2000 tot 2009 was hij Kantor in de Sande gemeenschap. In 2010 werd hij kantor in de Vanylven kommune.
Vanaf 2001 was hij artistiek directeur van het Noors orgelfestival Orgel-sommar in Sande. Vanaf 2003 was hij ook leraar orgel aan de Grieg Academie in Bergen.
Syré heeft uitgebreide tournees gemaakt voor concerten en masterclasses. Hij trad op tijdens festivals in Oostenrijk, België, Estland, Frankrijk, Duitsland, Groot-Brittannië, Italië, Nederland, Noorwegen, Finland, Zweden en Zwitserland. Hij bespeelde het orgel in de kathedralen van Altenberg, Antwerpen, Bazel, Bremen, Edinburgh, Fulda, Genève, Gent, Göteborg, Haarlem, Hannover, Hasselt, Kalmar, Laon, Limburg, Linz (de twee kathedralen), Münster, Newcastle, Neurenberg (St. Lorenz), Southwell, Verden en Ieper.
Hij specialiseerde zich in barokmuziek van de Hanzesteden, in Johann Sebastian Bach en zijn school en in romantische werken uit de Duitse romantiek, het Franse fin de siècle, de Britse Victoriaanse muziek, het Italiaanse verisme en de Noorse romantiek.

## Publicaties
- Artikels in "Orgel International", "Ars organi", "Organ", "Organists' Review"
- Lemma's in the muziekencyclopedia "MGG",
- Edities van orgelmuziek.

## Discografie
- Johann Sebastian Bach (1685-1750): Fuga in c BWV 575, Johann-Georg-Hartmann-Orgel (1748), St. Petri, Stegelitz (D)
- Johann Gottfried Müthel (1728-1788): Fantasie in F, Johann-Georg-Hartmann-Orgel (1748), St. Petri, Stegelitz (D)
- Johann Sebastian Bach (1685-1750): Allein Gott in der Höhe sei Ehr BWV 715, Johann-Georg-Stein-Orgel (1777), ev.-luth. Kirche Trebel (D) - recital-live-recording
- Vincenzo Antonio Petrali (1832-1889): Allegro brillante, Orgel ev.-luth. Kirche Larsnes (N) - recital-live-recording
- Vincenzo Antonio Petrali (1832-1889): Andante mosso, Orgel ev.-luth. Kirche Larsnes (N) - recital-live-recording
- Eugène Gigout (1844-1925): Rhapsodie sur des Noels, Orgel ev.-luth. Kirche Larsnes (N) - recital-live-recording
- Johann Sebastian Bach (1685-1750): Praeludium et Fuga in e BWV 548, Transeptorgel, Kathedrale Basilika St. Bavo Haarlem (NL) - recital-live-recording
- Johann Sebastian Bach (1685-1750): Allein Gott in der Höh´ sei Ehr´ à 2 Clav. e Pedale BWV 662, Transeptorgel, Kathedrale Basilika St. Bavo Haarlem (NL) - recital-live-recording
- Richard Wagner (1813-1883): Prélude du Lohengrin (1er Act), Orgelarrangement: Théodor Dubois (1837-1924), Willibrordusorgel, Kathedrale Basilika St. Bavo Haarlem (NL) - recital-live-recording
- Félix-Alexandre Guilmant (1837-1911): 5ème Sonate pour Orgue op. 80, I. Allegro appassi onato, Willibrordusorgel, Kathedrale Basilika St. Bavo Haarlem (NL) - recital-live-recording
- Félix-Alexandre Guilmant (1837-1911): 5ème Sonate pour Orgue op. 80, II. Adagio, Willibrordusorgel, Kathedrale Basilika St. Bavo Haarlem (NL) - recital-live-recording
- Félix-Alexandre Guilmant (1837-1911): 5ème Sonate pour Orgue op. 80, III. Scherzo. Allegro, Willibrordusorgel, Kathedrale Basilika St. Bavo Haarlem (NL) - recital-live-recording
- Félix-Alexandre Guilmant (1837-1911): 5ème Sonate pour Orgue op. 80, IV. Recitativo, Willibrordusorgel, Kathedrale Basilika St. Bavo Haarlem (NL) - recital-live-recording
- Félix-Alexandre Guilmant (1837-1911): 5ème Sonate pour Orgue op. 80, V. Choral et Fugue, Willibrordusorgel, Kathedrale Basilika St. Bavo Haarlem (NL) - recital-live-recording
- Ook de volledige orgelwerken van Vincent Lübeck en Franz Tunder op de Arp-Schnitger-orgels in Stade en in Norden.